# 축구 도박
축구 도박(蹴球 賭博, 영어: football pools 풋볼 풀스[*], 이탈리아어: totocalcio 토토칼초[*])은 축구 경기 결과 예측에 근거해 행해지는 도박이다.

## 개요
스포츠 갬블의 새로운 형식으로서 토토칼초가 있다. 토토칼초는 1921년에 영국에서 시작되어 차차 유럽에 널리 퍼져 있었으나 제2차대전 후에 급격하게 유행했고 현재 이것을 공인하고 있는 나라가 16개국에 이르고 있다.토토칼초라는 명칭은 이탈리아의 신발이름으로서 다른 나라에서는 스포츠토토, 풋볼 풀이라고도 부르고 있다. 이것들은 나라에 따라서 다소 틀리지만 매주 일요일에 행해지는 13조(組)의 축구시합 결과를 미리 예상해서 투표하고 전부 맞히거나 12조의 결과를 맞히면 엄청난 상금을 탈 수가 있게 되어 있다. 경마·경륜과 로터리(lottery, 복권)를 혼합한 것과 같은 갬블로서 각각 그 장점을 취해서 합리적으로 되어 있다.금후에 있어서는 국가가 자금을 조달하는 방법으로서 점점 더 성장하게 되지 않나 생각된다.

## 나라별 축구 도박

### 영국
영국에서 축구 도박은 더 풀스(the pools)로 통칭된다. 리틀우즈, 버넌스, 제터스 등을 포함한 여러 업체가 과거에 유사한 도박을 조직해 왔지만, 가장 유명한 것은 역사적으로 트레블 챈스(Treble Chance)로 알려져 있다.

### 중국
중국은 자국 팀이 월드컵 본선 무대에 오르지 못한 경우가 많아, 다른 나라를 응원하며 대리 만족하는 경우가 많았다. 또한 자신이 응원하는 축구팀에 돈을 베팅하는 행위가 잦은데, 이로 인한 피해도 심각하다. 특히 2018년 FIFA 월드컵에서 대한민국 대 독일 경기에서는 독일 축구 국가대표팀에 거액을 베팅했다가 대한민국의 승리로 인해 돈을 날리고 자살하는 중국인이 속출했다.

## 같이 보기
- 스포츠 베팅

## 참고 문헌
- 이 문서에는 다음커뮤니케이션(현 카카오)에서 GFDL 또는 CC-SA 라이선스로 배포한 글로벌 세계대백과사전의 "토토칼초" 항목을 기초로 작성된 글이 포함되어 있습니다.